# Rodrygo Goes
Rodrygo Silva de Goes (n. 9 ianuarie 2001, Osasco, São Paulo, Brazilia), cunoscut sub numele de Rodrygo, este un fotbalist brazilian și spaniol liber de contract, care joacă. Pe plan internațional, are prezențe la națională pentru Brazilia.

## Carieră

### Santos
Născut în Osasco, São Paulo, Rodrygo s-a alăturat echipei de tineret a lui Santos în 2011, la vârsta de zece ani, inițial repartizat echipei de futsal. În martie 2017, cu prima echipă obișnuită în Peru pentru un meci de Copa Libertadores împotriva Sporting Cristal, a fost chemat la prima echipă de către managerul Dorival Júnior pentru a finaliza antrenamentul.
La 21 iulie 2017, Rodrygo a semnat primul său contract profesionist, după ce a acceptat un contract de cinci ani. La 1 noiembrie, a fost promovat în echipa principală de managerul interimar Elano.
Rodrygo și-a făcut debutul în prima echipă – și în seria A – pe 4 noiembrie 2017, înlocuind-ul pe Bruno Henrique într-o victorie cu 3-1 pe teren propriu împotriva lui Atlético Mineiro. În 25 ianuarie, a marcat primul său gol ca senior, înscriind golul decisiv în ultimul minut într-o victorie cu 2-1 în deplasare împotriva lui Ponte Preta.
Rodrygo și-a făcut debutul în Copa Libertadores pe 1 martie 2018, înlocuindu-l pe Eduardo Sasha într-o înfrângere cu 2-0 în deplasare împotriva lui Real Garcilaso; în vârstă de 17 ani și 50 de zile, a devenit cel mai tânăr jucător al lui Santos care a apărut în competiție. Cincisprezece zile mai târziu, a marcat primul său gol în turneu, atingând al doilea gol al echipei sale printr-un efort individual într-o victorie cu 3-1 împotriva lui Nacional pe stadionul Pacaembu; la vârsta de 17 ani, două luni și șase zile, a devenit cel mai tânăr brazilian care a marcat în competiție înainte ca recordul său să fie doborât de tineri jucători de la Santos, Kaiky și Ângelo.
Rodrygo a marcat primul său gol în categoria principală a fotbalului brazilian pe 14 aprilie 2018, reușind ultimul în victoria cu 2-0 pe teren propriu împotriva lui Ceará. Pe 3 iunie, a marcat un hat-trick și a asistat, de asemenea, la ultimul gol al lui Gabriel într-o victorie cu 5–2 pe teren propriu cu Vitória.
La 26 iulie 2018, Rodrygo și-a schimbat numărul de tricou de la 43 la 9 (un număr pe care l-a purtat deja în timpul Libertadores). Pentru campania din 2019, a schimbat din nou numerele, acum la tricoul 11, purtat anterior de Neymar.

### Real Madrid
La 15 iunie 2018, Real Madrid a ajuns la un acord cu Santos pentru transferul lui Rodrygo, jucătorul alăturându-se lui Los Blancos în iunie 2019 și semnând până în 2025. Se zvonește că cifra transferului a fost 45 de milioane de euro, Santos primind 40 de milioane de euro, deoarece clubul deținea 80% din drepturile sale, restul fiind deținut de agenții lui Rodrygo.
Pe 25 septembrie 2019, Rodrygo și-a făcut debutul cu prima echipă și a marcat primul său gol în La Liga împotriva Osasunei în doar un minut. A marcat primul său hat-trick și a acordat un assist pentru club pe 6 noiembrie, în vârstă de 18 ani și 301 de zile, împotriva lui Galatasaray într-o victorie cu 6-0 în sezonul UEFA Champions League 2019-20. Este al doilea cel mai tânăr jucător care a marcat vreodată un hat-trick în competiție și primul jucător născut în secolul 21 care a marcat în turneu. În primul său sezon, a reușit să facă 19 apariții, în timp ce a marcat două goluri în campionat, deoarece Real Madrid a câștigat La Liga 2019-2020. Pe 3 noiembrie 2020, Rodrygo a marcat golul decisiv într-o victorie cu 3–2 împotriva lui Inter Milano în UEFA Champions League 2020–21.
La 12 aprilie 2022, după ce a intrat ca înlocuitor în manșa secundă a sfertulurilor de finală a Ligii Campionilor UEFA 2021-2022 împotriva lui Chelsea, a marcat cu un gol din voleu pentru a trimite meciul în prelungiri, în care Karim Benzema a marcat dintr-o lovitură de cap, permițând-ui lui Real Madrid să treacă în semifinale. Pe 30 aprilie, Rodrygo a ajutat-o pe Real să câștige al 35-lea titlu de La Liga, după ce a marcat de două ori într-o victorie cu 4-0 împotriva lui Espanyol pe Bernabéu. Pe 4 mai, în timp echipa era condusă cu 0–1 (3–5 la general) în manșa secundă a semifinalei Ligii Campionilor împotriva lui Manchester City, el a marcat două goluri între minutele 89 și 91 pentru a egala semifinala și a trimite meciul în prelungiri. Benzema a marcat un penalty pentru a câștiga meciul cu 3–1, permițând-ui lui Real Madrid să avanseze în finala împotriva lui Liverpool cu un scor total de 6–5 și în cele din urmă să câștige turneul. În urma victoriei împotriva lui City și a altor contribuții recente, impactul lui Rodrygo asupra echipei a fost lăudat în ciuda vârstei sale fragede și s-a transformat rapid într-un erou la Madrid.
Pe 18 aprilie 2023, a marcat o dublă într-o victorie cu 2-0 în deplasare împotriva lui Chelsea în manșa secundă a sferturilor de finală din UEFA Champions League 2022-23, care a asigurat calificarea echipei sale în semifinale câștigând cu 4-0 la general. Pe 6 mai, a marcat două goluri pentru Real Madrid într-o victorie cu 2-1 împotriva Osasunei în finala din Copa del Rey 2023, ajutând echipa să câștige al 20-lea titlu în competiția respectivă.

## Palmares
Real Madrid
- Supercupa Spaniei: 2019-2020; 2021-2022; 2023-2024
- UEFA Champions League: 2021-2022; 2023-2024
- La Liga: 2019-2020; 2021-2022; 2023-2024
- FIFA Club World Cup: 2023
- Supercupa Europei: 2022-2023; 2024-2025
- Copa del Rey: 2022-2023